# آنا بيرجيندال
آنا هينريتا بيرجيندال المعروفة باسم آنا بيرجيندال (11 ديسمبر 1991) هي مغنية سويدية ولدت في ستوكهولم من أصل إرلندي حيث أن جدتها ولدت وعاشت في إرلندا. أول عرض موسيقي لها كان في مدينة يورك عندما كان عمرها 8 سنوات فقط. شاركت في برنامج اكتشاف المواهب آيدول السويد في الموسم الخامس (2008) حيث وصلت إلى النهائي ولكنها تفز باللقب.
في 2009 وقعت آنا عقدا مع شركة ليون هيرث ريكوردز للتسجيلات الموسيقية، وأصدرت أول ألبوم لها في 14 أبريل 2010. فازت في مهرجان الاغنية السويدية في 2010 عن أغنيتها «هذه حياتي» (بالإنجليزية: This Is My Life)‏ ومثلت بلدها السويد في مسابقة الأغنية الأوروبية لنفس العام في النرويج، ولكنها لم تتأهل إلى النهائي. فيما حققت الأغنية المركز الأول ضمن تصنيف سويرجتوبليستان في 5 مارس 2010.

## مسيرتها

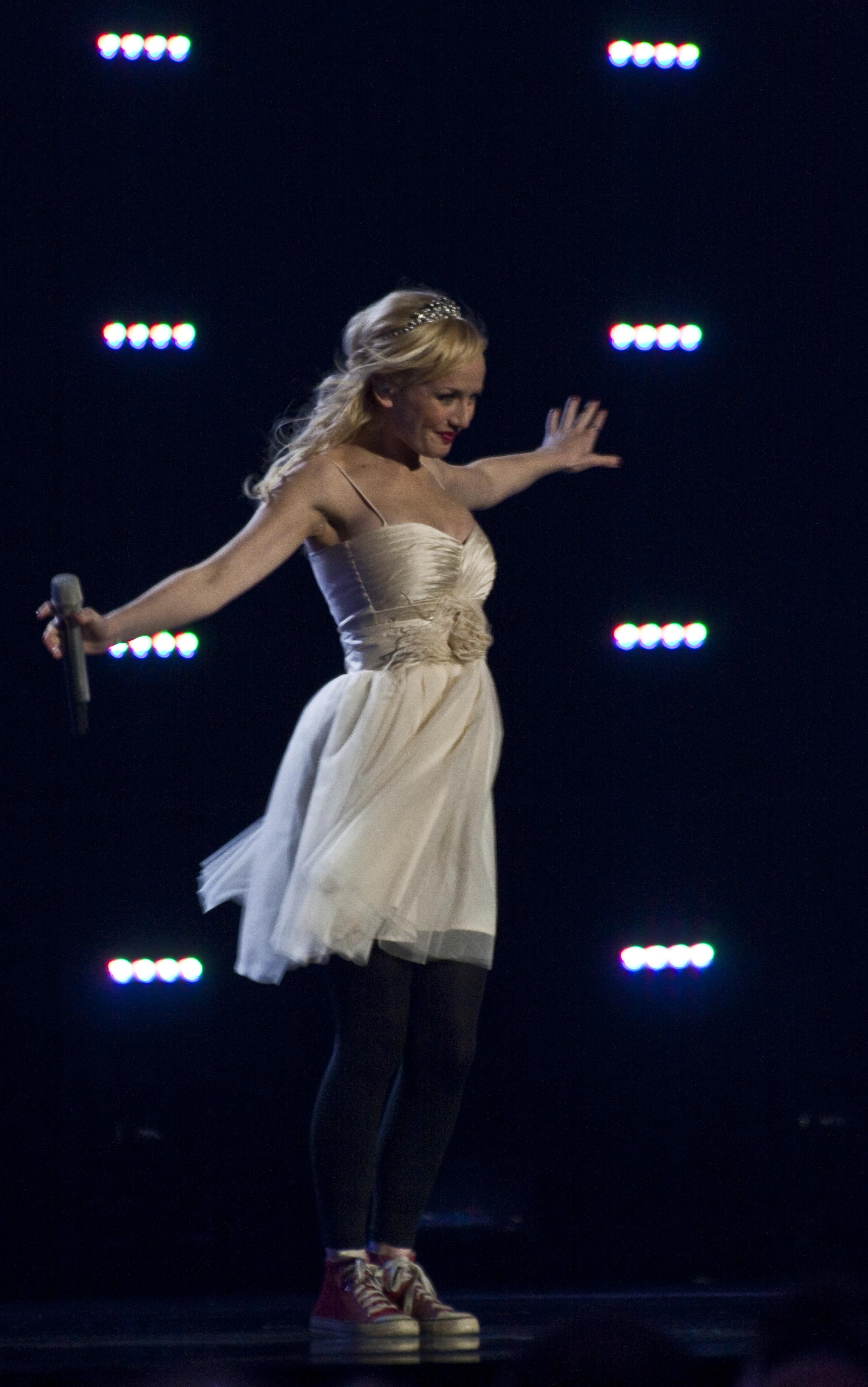
آنا بيرجيندال، تمثل السويد في مسابقة الأغنية الأوروبية لعام 2010، البروفة الثانية، ساحة تيلينور. النرويج.

### برنامج «آيدل»
استطاعت الحصول على الموافقة للمشاركة في الموسم الخامس من النسخة السويدية لآيدول، حيث غنت لكل من «آبا»، «بوني تايلور» و«ليونا لويس»، وأكملت البرنامج في المركز الخامس بعد وصولها للنهائي.

### مهرجان الاغنية السويدية
شاركت آنا في نسخة 2010 من مهرجان الاغنية السويدية بأغنيتها «هذة حياتي»، حيث وصلت الأغنية للنهائي الذي عرض في إريكسون غلوب أكبر معالم ستوكهولم في 13 مارس 2013. وبعد التصويت حصلت الأغنية على 214 نقطة لتفوز آنا بلقب المهرجان وتتأهل لتمثيل بلدها في مسابقة الأغنية الأوروبية الذي أقيم في النرويج.

### مسابقة الأغنية الأوروبية
أصبحت آنا أول مغنية سويدية لاتتأهل لنهائي المسابقة منذ العام 2004، حيث حصلت على المركز 11 برصيت تصويت بلغ 5 نقاط. من جهة أخرى اعتبرت آنا أول مشاركة بأغنية بالاد منذ العام 1998.

## ديسكوغرافيا

### الألبومات
| العنوان                                | التفاصيل                                                                                             | المراكز | الشهادات |
| العنوان                                | التفاصيل                                                                                             | [ 12 ]  | الشهادات |
| -------------------------------------- | --- | ------- | -------- |
| لك خصيصا Yours Sincerely               | - الإصدار: 14 أبريل 2010 - المنتج: مجموعة يونيفرسال الموسيقية - النوع: محتوى قابل للتحميل، قرص مضغوط | 1       | - ذهبية  |
| شيء ما نؤمن به Something to Believe In | - الإصدار: 24 أكتوبر 2012 - المنتج: Lionheart Records - النوع: محتوى قابل للتحميل، قرص مضغوط         | 13      |          |